# Tonga aux Jeux olympiques d'été de 1992
Les Tonga participent aux Jeux olympiques d'été de 1992 à Barcelone en Espagne. Il s'agit de leur 3e participation à des Jeux d'été.

## Athlètes engagés

### Athlétisme
Hommes
- Toluta'u Koula - 100 mètres - a été éliminé dans les tours de qualification,
- Mateaki Mafi - 200 mètres - a été éliminé dans les tours de qualification,
- Paeaki Kokohu - 400 mètres haies - a été éliminé dans les tours de qualification,
- Homelo Vi - décathlon - 26e place

### Haltérophilie
- Uasi Vi Kohinoa - poids 75 kg - 31e place